# Xheni Karaj
Xheni Karaj (n.  ?, Tirana, Albania) este o activistă albaneză pentru drepturile LGBT și co-fondatoare și actual director executiv al organizației Aleanca LGBT.

## Activitatea politică
Karaj și activistul LGBT Kristi Pinderi au fost printre primii activiști care au lansat mișcarea pentru drepturile LGBT în Albania. Karaj a fost prima femeie lesbiană recunoscută în Tirana de activista americană Mindy Michels și fosta ei parteneră Melissa Schraibman (aceasta din urmă fiind angajată a Ambasadei SUA în Tirana). Întâlniri la domiciliul celor două americance au contribuit la crearea unei fundații care avea să servească la înființarea organizației LGBT Aleanca.
În mai 2012, în timp ce se afla în studioul unei emisiuni politice intitulate „Opinion” la TV Klan, Karaj a făcut un „coming-out neprevăzut” în timpul unei dezbateri aprige cu Murat Basha, fost vicepreședinte al Partidului Mișcarea Legalității. Basha a comentat în emisiune, adresându-se activistului Kristi Pinderi, spunând: „Dacă fiul meu ajunge ca tine, mai bine îl împușc și merg la închisoare”. Karaj a descris momentul într-un interviu acordat ziarului Panorama: „Reacția mea a fost imprevizibilă, a venit spontan. Limbajul folosit de Murat Basha a fost complet inacceptabil. Este tragic pentru familiile copiilor gay să audă declarații de crimă”.
Din 2012, Karaj se numără printre principalii organizatori ai Pride Parade care are loc în luna mai pe Bulevardul Dëshmorët e Kombit din Tirana. De asemenea, a fost copreședintă a proiectului „Think Politically”, unde partidele politice albaneze au fost impulsionate să ia o poziție cu privire la problemele LGBT pentru prima dată. Împreună cu Pinderi, este autoarea documentarului SkaNdal, despre istoria mișcării LGBT în Albania. Ambii activiști au construit, de asemenea, primul centru rezidențial STREHA pentru tinerii LGBT fără adăpost.
Karaj este al doilea activist LGBT din Albania care a fost implicat în proiectul Civil Rights Defenders, Proiectul Natalia. Acest proiect a fost conceput ca un sistem de securitate în care toți apărătorii drepturilor omului au o brățară pe care o poartă și o pot activa. După activare, un semnal este transmis membrilor acestui proiect pentru a asista activistul afectat.

## Premii și recunoașteri
În 2022, Karaj a primit premiul Civil Rights Defenders of the Year 2022, pentru munca sa în vederea schimbării politice și sociale prin susținerea reformelor politice, schimbarea atitudinilor oamenilor și oferirea de protecție și o comunitate pentru persoanele LGBTI+ din Albania.

## Viața personală
Karaj s-a născut și a crescut într-o familie cu rădăcini vechi în Tirana. A studiat psihologia la Facultatea de Științe Sociale a Universității din Tirana.